# 260 a.C.
Il 260 a.C. (CCLX a.C. in numeri romani) è un anno  del III secolo a.C.

## Eventi
- Battaglia di Changping: l'armata dello stato Qin annienta l'armata dello stato Zhao, imponendo la sua superiorità militare su tutti gli stati cinesi.
- Prima Guerra Punica:
  - Battaglia delle isole Lipari: Una flotta romana viene sconfitta dai Cartaginesi.
  - Battaglia di capo Milazzo: Una flotta romana al comando di Gaio Duilio sconfigge la flotta cartaginese, procurando a Roma il controllo del mare.

## Nati
- Publio Cornelio Scipione, militare e politico romano

## Morti
- Milone di Taranto, militare greco antico (n. 310 a.C.)
- Oronte III, sovrano
- Timocari, astronomo e filosofo greco antico
- Zhao Kuo, generale cinese